# Minsener Oog
Minsener Oog est une Hallig se situant dans la mer du Nord, plus précisément dans la mer des Wadden, ce territoire est rattaché au land allemand
de la Basse-Saxe au nord du pays.

## Géographie
L'île a une superficie de 2,28 km2 et n'a pas de population permanente.

## Faune
Les gardiens des phares qui habitaient l'île introduisaient les lapins comme une réserve alimentaire. En tant que site de reproduction important pour les oiseaux de mer, l'île a été placée sous protection en 1959.
Les oiseaux nicheurs en 2004 étaient le goéland argenté, le goéland moine, le goéland commun, la sterne commune, la sterne arctique, la grenouille et la petite grive, ainsi que la pie, la corneille et l'hirondelle. Alors que le nombre de sternes s'élève à plus de 2 000 paires, seules quelques paires de la petite sterne ont été notées. La canne à bec et la colombe ont élevé dans les trous de lapin.

## Les phares
|                      |
| Minsener Oog Buhne C |

|                      |
| Minsener Oog Buhne A |